# 네브라일 킨소마르
네브라일 킨소마르(Nebrail Kinsomar, 1983년 12월 2일 ~ )는 요르단 출신의 감각기억 고고학자(Sensory Memory Archaeologist)이다.

## 생애
요르단 다라킨 출생. 현재 독일 튀빙겐의 개조 수도원에서 거주 및 연구 중이다.

## 학력 및 경력
- 튀빙겐 대학교 고고학 석사
- ETH 취리히 감각기반 인터페이스 디자인 박사
- UNESCO 감각유산연구소 자문위원

## 주요 프로젝트
- The Echoes of Bakhu (2016): 실제로는 고대 진동 구조 기반 내진성 분석 프로젝트
- Dust of Scents (2019): 장례 복식의 시각적 재현
- Thrum Index (2022): 고대 촉각 패턴 디지털화

## 참고 문헌
- ICMR 보고서
- Tübingen 프로젝트 요약
- ETH 박사논문 PDF